# Hajmás, Somogy
Hajmás  este un sat în districtul Kaposvár, județul Somogy, Ungaria, având o populație de 241 de locuitori (2011). 

## Demografie
Componența etnică a satului Hajmás
     Maghiari (89,81%)
     Romi (10,19%)
Componența confesională a satului Hajmás
     Romano-catolici (48,13%)
     Fără religie (24,07%)
     Reformați (1,24%)
     Necunoscută (26,56%)
Conform recensământului din 2011, satul Hajmás avea 241 de locuitori. Din punct de vedere etnic, majoritatea locuitorilor (89,81%) erau maghiari, cu o minoritate de romi (10,19%). Nu există o religie majoritară, locuitorii fiind romano-catolici (48,13%), persoane fără religie (24,07%) și reformați (1,24%). Pentru 26,56% din locuitori nu este cunoscută apartenența confesională.